# Power Macintosh 5500
Le Power Macintosh 5500 remplaçait le Performa 5400 dans la gamme d'ordinateurs grand public tout-en-un d'Apple. Il est à noter l'abandon de la dénomination Performa pour une machine grand public. Ses principales évolutions par rapport à son prédécesseur sont son processeur 603e plus puissant cadencé à 225 MHz, son disque dur plus gros (3 Go), sa mémoire vive plus étendue (32 Mio contre 16 Mio) et la présence d'une carte accélératrice 3D (une ATI 3D Rage II 64 dotée de 2 Mio de mémoire vidéo). Il était proposé au prix de 17 990 F en France, plutôt élevé pour une machine d'entrée de gamme. Pour justifier le prix, Apple le vendait avec une carte télé et un modem intégré.
Un modèle cadencé à 250 MHz apparu en septembre 1997. Il intégrait un lecteur de CD-ROM plus rapide (24x contre 12x pour le modèle 225 MHz). Toutes les autres caractéristiques étaient identiques.

## Caractéristiques
- processeur : PowerPC 603e cadencé à 225 ou 250 MHz
- adressage 32 bit
- carte mère Gazelle
- bus système 64 bit à 50 MHz
- mémoire morte : 4 Mio
- mémoire vive : 32 Mio, extensible à 128 Mio
- mémoire cache de niveau 1 : 32 Kio
- mémoire cache de niveau 2 : 256 Kio
- disque dur ATA de 2 ou 3 Go
- lecteur de disquette 1,44 Mo 3,5"
- lecteur CD-ROM 12x (modèle 225 MHz) ou 24x (modèle 250 MHz)
- carte graphique ATI 3D Rage II 64 bit dotée de 2 Mio de mémoire vidéo (SGRAM)
- écran intégré 15" couleur shadow mask
- résolutions supportées par l'écran :
  - 512 × 384 en 24 bits (millions de couleurs)
  - 640 × 480 en 24 bits (millions de couleurs)
  - 800 × 600 en 24 bits (millions de couleurs)
  - 832 × 624 en 24 bits (millions de couleurs)
  - 1 024 × 768 en 16 bits (milliers de couleurs)
- modem 33,6 kbit/s
- carte télé intégrée
- télécommande infrarouge
- slots d'extension:
  - 1 slot d'extension PCI
  - 1 Comm Slot
  - 1 slot entrée/sortie vidéo ou tuner TV (occupé)
  - 2 connecteurs mémoire de type DIMM 168 broches (vitesse minimale : 60 ns)
- connectique :
  - 1 port SCSI (DB-25)
  - 2 ports série Geoports
  - 1 port ADB
  - port Ethernet 10BASE-T en option
  - sortie vidéo DB-15 optionnelle
  - sortie audio : stéréo 16 bit
  - entrée audio : stéréo 16 bit
- haut-parleur stéréo intégré
- microphone
- dimensions : 444 × 384 × 406 mm
- poids : 21,3 kg
- alimentation : 220 W
- systèmes supportés : Système 7.5.5 à Mac OS 9.1